# NGC 109
NGC 109 è una galassia lenticolare barrata situata nella costellazione di Andromeda. Il database NASA/IPAC la classifica come galassia a spirale barrata (SB(r)a), ma questa descrizione non corrisponde a quanto visibile nelle immagini SDSS dove è evidente la barra centrale, ma non i bracci di spirale.
La galassia è stata scoperta nel 1861 dall'astronomo prussiano Heinrich d'Arrest.
La sua distanza dal nostro sistema solare è stimata in 240 milioni di anni luce. NGC 109 presenta una larga riga a 21 cm dell'idrogeno neutro.